# Dischingen
Dischingen – miejscowość i gmina w Niemczech, w kraju związkowym Badenia-Wirtembergia, w rejencji Stuttgart, w regionie Ostwürttemberg, w powiecie Heidenheim. Leży w Jurze Szwabskiej, nad rzeką Egau, ok. 15 km na wschód od Heidenheim an der Brenz, przy granicy z Bawarią.

## Współpraca
Miejscowość partnerska:
- Eckartsberg – dzielnica Mittelherwigsdorfu, Saksonia